# AboutUs.com
AboutUs.com – serwis internetowy oparty na oprogramowaniu wiki, który umożliwia użytkownikom internetu edytowanie listy oraz połączonego z nią opisu stron internetowych. Za twórcę AboutUs uważany jest Ray King. Jednak aktywność na stronie prawie całkowicie ustała, z tylko jedną edycją dokonaną od listopada 2018 r. (stan na styczeń 2025 r.).